# Medicine at Midnight
Medicine at Midnight is het tiende studioalbum van de Amerikaanse rockband Foo Fighters. Oorspronkelijk gepland voor 2020, werd het album uitgesteld tot 5 februari 2021 vanwege de COVID-19-pandemie. Voorafgaand aan de release van het album werden drie singles uitgebracht: "Shame Shame" in november 2020, No Son of Mine op nieuwjaarsdag 2021 en Waiting on a War in januari 2021.. De 4e single, Chasing Birds, verscheen na de uitgave van het album op 20 april 2021. 

## Achtergrond en opnames
Na het uitbrengen van hun negende studioalbum, Concrete and Gold in 2017, en erna te touren voor een groot deel van 2018, kondigden de Foo Fighters aan dat ze in oktober 2018 een pauze zouden nemen, waarbij frontman Dave Grohl verklaarde dat hoewel ze rust nodig hadden, hij al een paar ideeën had voor het volgende album van de band. De pauze duurde uiteindelijk minder dan een jaar, want in augustus 2019 meldde drummer Taylor Hawkins dat Grohl al zelf demomateriaal had gedemonstreerd en dat de rest van de groepsleden kort daarop hun deel zouden doen. De band begon in oktober 2019 samen met het opnemen van het album. De volgende maand beschreef Grohl de band als "midden in" het opnameproces, en dat het album "verdomd raar" klonk.

## Personeel
- Dave Grohl - zang, gitaar, producer
- Taylor Hawkins - drums, producer
- Rami Jaffee - keyboards, piano, producer
- Nate Mendel - basgitaar, producer
- Chris Shiflett - gitaar, producer
- Pat Smear - gitaar, producer

## Referentielijst
1. ↑  The Foo Fighters Throw a Pop Party on 'Medicine at Midnight'. Rolling Stone (January 26, 2021). Gearchiveerd op 31 januari 2021. Geraadpleegd op 31 januari 2021.
2. 1 2  Foo Fighters’ Taylor Hawkins: "I Think We’ll Have a New Record By Next Year". Spin (August 19, 2019). Gearchiveerd op 4 augustus 2023. Geraadpleegd op 8 november 2020.
3. 1 2  Foo Fighters to ‘take a break’ – but have ideas for their new album. NME (October 17, 2018). Gearchiveerd op 10 augustus 2024. Geraadpleegd op 8 november 2020.
4. 1 2  Foo Fighters hope to release new album in 2020. Consequence of Sound (August 19, 2019). Gearchiveerd op 23 januari 2021. Geraadpleegd op 8 november 2020.
5. ↑  Foo Fighters - Chasing Birds (Official Video). Gearchiveerd op 5 augustus 2024.
6. ↑  Dave Grohl on New Foo Fighters Album: "It’s Fucking Weird". Spin (14 november 2019). Gearchiveerd op 8 december 2023. Geraadpleegd op 8 november 2020.
7. ↑  Dave Grohl Confirms Foo Fighters' New Album Is Finished. Consequence of Sound (February 12, 2020). Gearchiveerd op 17 januari 2021. Geraadpleegd op 8 november 2020.